# Love Again (album de Globe)
Pour les articles homonymes, voir Love Again.
Albums de Globe
Faces Places
(1997) Relation
(1998)
Singles
1. Wanderin' Destiny
Sortie : 15 octobre 1997
2. Love Again
Sortie : 31 mars 1998

Love Again (titré : Love again) est le troisième album original du groupe Globe.

## Présentation
L'album, écrit, composé et produit par Tetsuya Komuro, sort le 31 mars 1998 au Japon sur le label Avex Globe de la compagnie Avex, un an après le précédent album du groupe, Faces Places. Il atteint la 1re place du classement des ventes de l'Oricon, et reste classé pendant 27 semaines. Il se vend à plus d'un million et demi d'exemplaires, et restera le cinquième album le plus vendu du groupe.
Il contient onze chansons, dont les chansons-titres des deux singles parus depuis l'album précédent (Wanderin' Destiny cependant remaniée sur l'album, et l'éponyme Love Again sortie en single le même jour que l'album) et une reprise de la chanson de Komuro You Are the One sortie en single (classé n°1) un an auparavant et interprétée à l'origine par tous les artistes produits par Komuro dont les autres membres de Globe. L'album contient aussi deux titres instrumentaux en ouverture et en conclusion.

## Liste des titres
Toutes les paroles sont écrites par Tetsuya Komuro et Marc (avec DJ KOO et hitomi sur le titre n°4) ; toute la musique est composée et arrangée par Tetsuya Komuro.
| CD    | CD                                                                             | CD    | CD | CD | CD | CD | CD | CD | CD |
| No    | Titre                                                                          | Durée |    |    |    |    |    |    |    |
| ----- | ------------------------------------------------------------------------------ | ----- | -- | -- | -- | -- | -- | -- | -- |
| 1.    | Before Dark (before dark ; instrumental)                                       | 1:43  |    |    |    |    |    |    |    |
| 2.    | Under Your Sky (UNDER Your Sky)                                                | 4:25  |    |    |    |    |    |    |    |
| 3.    | Love Again (Love again ; 12e single)                                           | 4:44  |    |    |    |    |    |    |    |
| 4.    | You Are the One (Globe Version) (You are the one ; reprise de You Are the One) | 5:24  |    |    |    |    |    |    |    |
| 5.    | Nothing Ever Makes Me Happy (Nothing ever makes me happy)                      | 5:36  |    |    |    |    |    |    |    |
| 6.    | Two Keys (two keys)                                                            | 4:23  |    |    |    |    |    |    |    |
| 7.    | I'm Bad (I'm bad)                                                              | 6:25  |    |    |    |    |    |    |    |
| 8.    | Watching Everything (Watching everything)                                      | 3:39  |    |    |    |    |    |    |    |
| 9.    | I'm Still Alone (I'm still alone)                                              | 5:41  |    |    |    |    |    |    |    |
| 10.   | Open Wide                                                                      | 5:11  |    |    |    |    |    |    |    |
| 11.   | Wanderin' Destiny (Album Version) (11e single)                                 | 6:13  |    |    |    |    |    |    |    |
| 12.   | Creatures (creatures)                                                          | 3:48  |    |    |    |    |    |    |    |
| 13.   | End Of 3rd Element (end of 3rd element ; instrumental)                         | 4:05  |    |    |    |    |    |    |    |
| 61:17 |                                                                                |       |    |    |    |    |    |    |    |